# Тетис (океан)
Тетис је бивши (мезозојска ера) океан који је постојао између континената Гондване и Лауразије пре отварања Индијског океана.

## Терминологија и потподела
Као свака наука, геологија представља систем теорија које стално еволуирају, а термини који се користе да опишу разне праисторијске формације су се мењали док су се појављивале потпуније теорије. На пример, многи интернет извори користе „океан Тетис“ у референци на „море Тетис“ и обрнуто. Неки чак (грешком) користе Атлантски океан током доба јуре у референци на „море Тетис“.
Западни крај океана Тетис се зове море Тетис, Западни океан Тетис или Алпски океан Тетис. Ово море је геолошки предак модерног Црног, Каспијског и Аралског мора, за која се сматра да су остаци његове коре. Овај „Западни Тетис“ није био једноделни отворени океан. Садржао је пуно малих плоча, острвских лукова и микроконтинената из доба креде.
Источни део Тетиса се, слично западном, зове Источни Тетис.
На исти начин на који је Индијски океан заменио океан Тетис, старији океани су постојали пре Тетиса. Збуњујуће, неки се исто зову Тетис:
- Палео-Тетис океан је постојао од силура до јуре, између Хунских терана и Гондване (касније Цимерских терана)
- Прото-Тетис океан је постојао од едијакарана до девона и налазио се између Балтичког штита и Северноатлантског копна на северу и Гондване на југу. Овај океан не би требало да се меша са (каснијим) Рејским океаном

## Историјска теорија
1893. године, користећи се фосилним доказима са Алпа и из Африке, Едвард Зис је предложио теорију да је некада постојало плитко копнено море. Назвао га је 'море Тетис' по грчкој богињи Тетис. Теорија тектонских плоча је касније оповргнула многе делове Зисове теорије, чак утврђујући постојање раније водене површине назване океан Тетис. Међутим, Зисов свеукупни концепт је ипак био релативно тачан и изванредно маштовит за своје време, тако да се њему обично приписује откриће и мора и океана Тетиса.

## Савремена теорија
Пре око 250 милиона година, током касног перма, нови океан је почео да се формира на јужном крају Палео-Тетиса. Формирао се расед дуж северног континенталног гребена Јужне Пангее, и почело је одвајање Гондване. Током наредних 60 милиона година, тај гребен, познат као Цимерија, путовао је северно, гурајући дно Палео-Тетиса испод источног краја Северне Пангее (Северноатлантско копно). Океан тетис се формирао између Цимерије и Гондване, директно изнад места где је Палео-Тетис некада био.
Током јуре (пре 150 милиона година), Цимерија се коначно сударила са Северноатлантским копном. Ту је стала, а океанско дно иза ње се подвило формирајући Тетиски ров. Нивои воде су се подигли, а западни Тетис је плитко покрио знатне делове Европе. У то негде време, Северноатлантско копно и Гондвана су почели да се размичу, остављајући Атлантски океан између њих. Између јуре и креде (пре 100 милиона година), чак је и Гондвана почела да се распада, гурајући Африку и Индију северно, преко Тетиса. Како су ове копнене масе гурале са свих страна, све до касног миоцена (пре 15 милиона година). Тетис је настављао да се смањује, постајући 'море Тетис'.
Данас, Индија, Индонезија и Индијски океан покривају површину коју је некад заузимао океан Тетис. Турска, Ирак и Тибет леже на малом континенту који је некад био познат као Цимерија. Оно што је некад било море Тетис је сада постало Црно, Каспијско и Аралско море. Већи део дна океана Тетис је нестао испод Цимерије и Северноатлантског копна. Да је Тетис постојао доказано је проналажењем од стране геолога као што је Сус фосилних остатака океанских створења у стенама на Хималајима. Према томе, ове стене су морале бити под водом пре него што је индијски континентални гребен почео да напредује и гура све напред док се сударао са Цимеријом. Слични геолошки докази постоје у алпској орогенези Европе, где је кретање Афричке плоче уздигло Алпе.
Палеонтолози такође сматрају океан Тетис посебно важним због тога што је већи део светских морских гребена нађен око његових граница. Морски, мочварски и естуарски фосили из ових гребена носе значајну палеонтолошку важност.